# Vacaciones organizadas

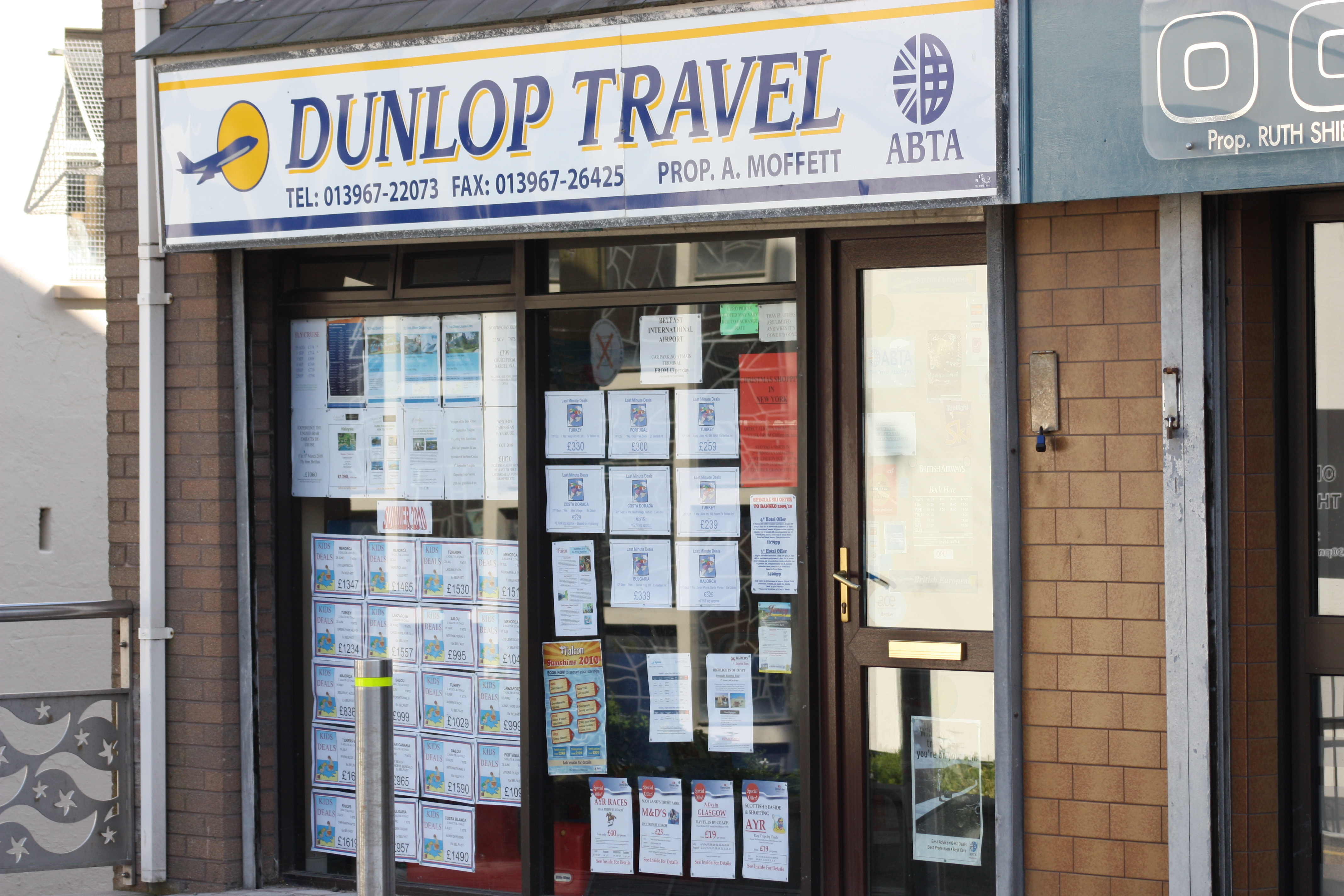
Oferta de viajes combinados en el escaparate de una Agencia de Viajes

Un viaje organizado o viaje combinado consiste en un viaje en el que un vendedor u operador turístico anuncia y vende alojamiento y transporte conjuntamente. También se pueden proporcionar otros servicios: alquiler de coches, actividades, excursiones durante el viaje. El transporte puede ser vía chárter con destino a países extranjeros. Los viajes combinados los organiza un operador turístico y se venden a través de una agencia de viajes; algunas propiedad de dichos operadores turísticos y otras independientes.

## Historia
El primer viaje organizado se remonta a Thomas Cook, quien, el 5 de julio de 1841, fletó un tren para llevar un grupo de defensores de la abstinencia desde Leicester hasta un mitin en Loughborough, a 32 kilómetros aproximadamente. La compañía Thomas Cook llegó a ser una de las más importantes y más conocidas antes de nacionalizarse en 1948.
A raíz de la disminución gradual de viajes a complejos turísticos de la costa británica después de la Segunda Guerra Mundial, Thomas Cook empezó a promocionar vacaciones al extranjero, sobre todo a Italia, España y Suiza, a principios de los años 50. En todos los ayuntamientos británicos se mostraban documentales turísticos. Sin embargo, tomaron la importante decisión de no acogerse a los nuevos formatos de vacaciones de bajo coste que combinaban transporte y alojamiento en un único paquete. La empresa cayó en declive y sólo se recuperó cuando un consorcio la compró el 26 de mayo de año 1972.
Durante esta misma etapa, el turismo europeo experimentó un notable crecimiento gracias a la mejora de las infraestructuras, la liberalización del transporte aéreo y la creciente capacidad adquisitiva de las clases medias. En este contexto, surgió y se consolidó el concepto de paquete turístico, que ofrecía a los viajeros transporte, alojamiento y, en muchos casos, actividades complementarias a un precio fijo. Esta modalidad fue clave para popularizar destinos mediterráneos que, hasta entonces, habían recibido un turismo más limitado.
En 1954, la agencia alemana Dr. Tigges, en alianza con el empresario español Luis Riu Bertrán, organizó vuelos chárter desde Alemania hacia Palma de Mallorca, consolidando la fórmula del paquete turístico en el mercado germano. Estas iniciativas coincidieron con el auge del Milagro económico español, un período de acelerado desarrollo industrial y apertura al turismo internacional que transformó a España en uno de los principales destinos vacacionales de Europa.

## Paquete turístico
Vladimir Raitz, cofundador de la empresa Horizon Holiday Group, fue pionero en la organización de las primeras vacaciones al extranjero con vuelos chárter entre el aeropuerto de Gatwick y Córcega en 1950. Posteriormente organizó viajes a Mallorca en 1952, a Lourdes en 1953, y a la Costa Brava y Cerdeña en 1954. Las enmiendas realizadas al Convenio sobre Aviación Civil Internacional en Montreal el 14 de junio de 1954 fueron especialmente favorables para España, al permitir el impulso del turismo en grupo mediante vuelos chárter.
Entre 1950 y 1960, estas vacaciones organizadas de bajo coste, que combinaban vuelos, traslados y alojamiento, representaron la primera oportunidad para muchas personas en el Reino Unido de viajar al extranjero a precios asequibles. Una de las primeras aerolíneas chárter fue Euravia, que inició operaciones desde el Aeropuerto de Mánchester en 1961 y desde el aeropuerto de Luton en 1962.
A pesar de promover el turismo en grupo a Creta y al Algarve en 1970, la industria de los paquetes turísticos entró en declive durante esa década. El 15 de agosto de 1974 sufrió un golpe importante cuando el segundo operador turístico más relevante del momento, Court Line, que operaba bajo las marcas Horizon y Clarksons, quebró. Este colapso dejó a casi 50.000 turistas sin poder regresar a sus hogares y a más de 100.000 personas sin recuperar las fianzas pagadas por sus reservas.
En las décadas siguientes, la popularidad de las vacaciones organizadas disminuyó, en parte debido al auge de las aerolíneas de bajo coste y a la posibilidad de reservar alojamiento de forma independiente. En el Reino Unido, la contracción de este mercado provocó una fuerte consolidación, quedando dominado por un número reducido de operadores turísticos de gran tamaño.
- Datos: Q926780